# Verwaltungsgemeinschaft Vorderrhön
Die Verwaltungsgemeinschaft Vorderrhön lag im thüringischen Landkreis Schmalkalden-Meiningen. In ihr hatten sich die Gemeinden Rosa und Roßdorf zur Erledigung ihrer Verwaltungsgeschäfte zusammengeschlossen.

## Geschichte
Die Verwaltungsgemeinschaft wurde am 1. Juli 1992 gegründet. Die Auflösung erfolgte am 31. Juli 1996. Dabei wurde die Gemeinde Breitungen/Werra, die der gleichzeitig aufgelösten Verwaltungsgemeinschaft Werratal angehörte, sowohl für Rosa und Roßdorf als auch für Fambach und Heßles die erfüllende Gemeinde.